# Bańdzioch Kominiarski

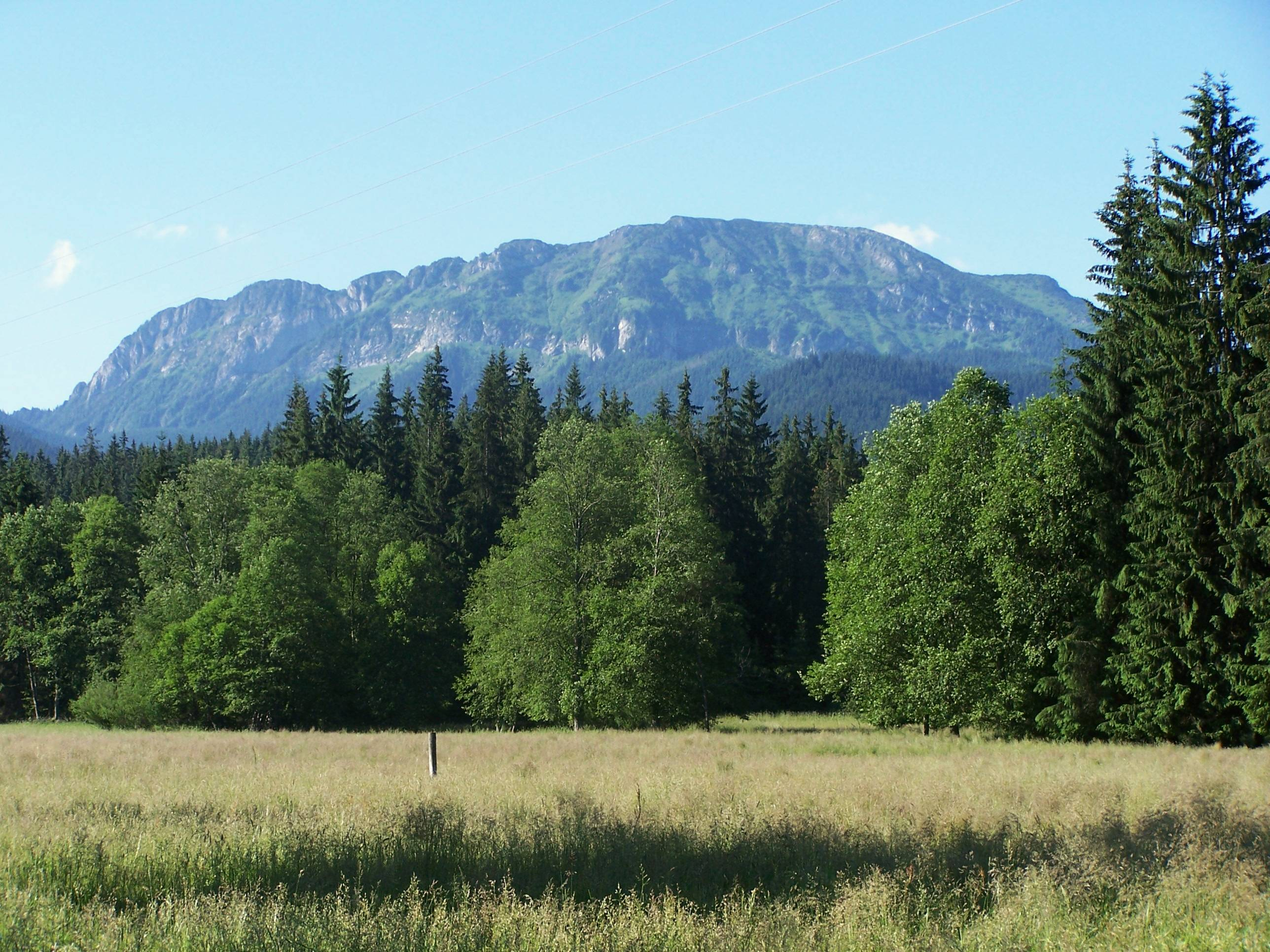
Severní svahy Kominiarskiego Wierchu

Bańdzioch Kominiarski je velký jeskynní systém, který byl objeven v roce 1968 poznaňskými speleology v masivu Kominiarskiego Wierchu v pohoří Západní Tatry v Polsku. Podařilo se jim objevit asi tři kilometry chodeb a dosáhnout hloubky 267 m. V letech 1976 až 1978 pokračovali v průzkumu jeskyňáři z Krakova, kteří objevili dalších více než pět kilometrů chodeb a dosáhli hloubky 546 m (celková denivelace jeskyně je o 16 m vyšší, tedy 562 m). Do roku 2000, kdy TPN jeskyni uzavřel a nepovolil další výzkum jeskyně, bylo známých 9 550 m chodeb. Vchod do jeskyně se nachází ve výšce 1 683 m.